# Andrzej Prymon
Andrzej Prymon ps. „Łącki”, „Wichura” (ur. 3 stycznia 1889, zm. 28 maja 1942 w Lesie Sękocińskim) – działacz niepodległościowy, major intendent z wyższymi studiami wojskowymi Wojska Polskiego.

## Życiorys
Urodził się 3 stycznia 1889 w rodzinie Walentego i Anny. 
Razem z Kazimierzem Ryzińskim zapoczątkował prace wojskowe „Zarzewia” w Jarosławiu. Działał czynnie w Polskich Drużynach Strzeleckich. Należał do grupy dwunastu „drużyniaków”, którzy 29 listopada 1912 jako pierwsi zostali mianowani podchorążymi. Pełnił funkcję komendanta I Polskiej Drużyny Strzeleckiej we Lwowie, a następnie komendanta I Okręgu PDS we Lwowie.
Po odbyciu obowiązkowej jednorocznej służby wojskowej w cesarskiej i królewskiej Armii został mianowany na stopień kadeta rezerwy ze starszeństwem z 1 stycznia 1912. Otrzymał przydział w rezerwie do Pułku Artylerii Fortecznej Nr 4 w twierdzy Pula (niem. Pola). W czasie I wojny światowej walczył w szeregach macierzystego pułku awansując na podporucznika ze starszeństwem z 1 listopada 1914 i porucznika ze starszeństwem z 1 sierpnia 1916 w korpusie oficerów rezerwy artylerii fortecznej.
1 czerwca 1921 pełnił służbę w Intendenturze Okręgu Generalnego Lwów, a jego oddziałem macierzystym był Wojskowy Okręgowy Zakład Gospodarczy we Lwowie (później przemianowany na Wojskowy Okręgowy Zakład Gospodarczy Nr VI). Od 2 listopada 1921 do 15 września 1923 był słuchaczem Wyższej Szkoły Intendentury w Warszawie. 3 maja 1922 został zweryfikowany w stopniu kapitana ze starszeństwem z 1 czerwca 1919 i 22. lokatą w korpusie oficerów administracji, dział gospodarczy. 11 listopada 1923 został przydzielony do Departamentu VII Intendentury Ministerstwa Spraw Wojskowych. 31 marca 1924 został mianowany majorem ze starszeństwem z 1 lipca 1923 i 19. lokatą w korpusie oficerów administracji, dział gospodarczy. Później został przeniesiony do karpusu oficerów intendentów z jednoczesnym przeniesieniem do kadry oficerów korpusu intendentury. W 1928 pozostawał w dyspozycji Ministerstwa Spraw Wewnętrznych. W marcu 1932 został przeniesiony z Kierownictwa Administracji Pieniężnej w siedzibie Dowództwa Okręgu Korpusu Nr I do Wojskowego Instytutu Geograficznego w Warszawie na stanowisko kierownika Biura Rachunkowo-Materiałowego. Z dniem 31 grudnia 1935 został przeniesiony w stan spoczynku. Po zakończeniu służby wojskowej został zatrudniony w Ministerstwie Poczt i Telegrafów na stanowisku inspektora. W maju 1938 został wybrany członkiem Zarządu Głównego Towarzystwa Rozwoju Ziem Wschodnich.
W czasie okupacji niemieckiej należał do Związku Walki Zbrojnej. 20 listopada 1941 razem z rotmistrzem Karolem Kiedrzyńskim został zatrzymany i osadzony na Pawiak. 28 maja 1942 został zamordowany w Lesie Sękocińskim.

## Ordery i odznaczenia
- Krzyż Niepodległości – 12 marca 1931 „za pracę w dziele odzyskania niepodległości”[23]
- Krzyż Wojskowy Karola[24]

## Publikacje
- Polskie Drużyny Strzeleckie w okręgu lwowskim cz. 1. „Polska Zbrojna”. 67, s. 6, 1934-03-10. Warszawa.
- Polskie Drużyny Strzeleckie w okręgu lwowskim cz. 2. „Polska Zbrojna”. 68, s. 5, 1934-03-11. Warszawa.
- Polskie Drużyny Strzeleckie w okręgu lwowskim cz. 3. „Polska Zbrojna”. 70, s. 5, 1934-03-13. Warszawa.
- Polskie Drużyny Strzeleckie w okręgu lwowskim cz. 4. „Polska Zbrojna”. 71, s. 5, 1934-03-14. Warszawa.
- Polskie Drużyny Strzeleckie w okręgu lwowskim cz. 5. „Polska Zbrojna”. 72, s. 5, 1934-03-15. Warszawa.
- Polskie Drużyny Strzeleckie w okręgu lwowskim cz. 6. „Polska Zbrojna”. 73, s. 5, 1934-03-16. Warszawa.
- Polskie Drużyny Strzeleckie w okręgu lwowskim cz. 7. „Polska Zbrojna”. 74, s. 5, 1934-03-17. Warszawa.
- Polskie Drużyny Strzeleckie w okręgu lwowskim cz. 8. „Polska Zbrojna”. 75, s. 5, 1934-03-18. Warszawa.